# Cuentagotas

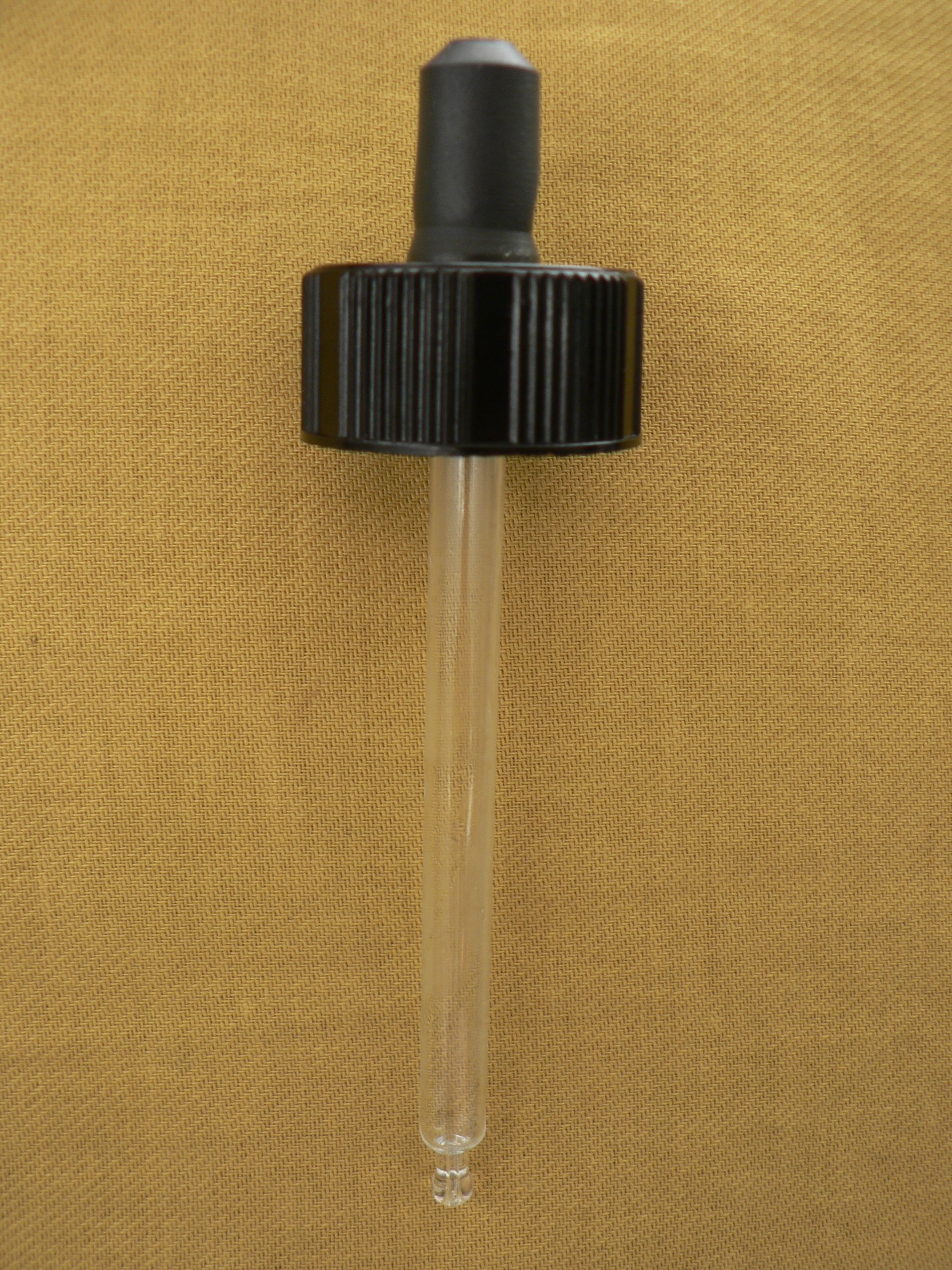
Cuentagotas

Un cuentagotas, gotero o goteador es un tubo hueco terminado en su parte inferior en forma cónica y cerrado por la parte superior por una perilla o dedal de goma.
Se utiliza para traspasar pequeñas cantidades de líquido vertiéndolo gota a gota.
En los laboratorios en los que se utilizan productos químicos son muy utilizados para añadir reactivos, líquidos indicadores o pequeñas cantidades de producto.
Su uso no está recomendado cuando se requiere precisión en la cantidad de líquido vertido. Para esos casos existen instrumentos más apropiados como la pipeta o la bureta.
Muchos editores de imágenes lo usan como icono de la herramienta para captar el color de un pixel en específico.